# ダーマー モンスター：ジェフリー・ダーマーの物語
『ダーマー　モンスター：ジェフリー・ダーマーの物語』（原題: Dahmer – Monster: The Jeffrey Dahmer Story）は、ライアン・マーフィーとイアン・ブレナンが共同で制作した犯罪ドラマリミテッドシリーズである。2022年9月21日よりNetflixにて配信されている。エヴァン・ピーターズ演じる悪名高き連続殺人犯ジェフリー・ダーマーの殺人事件を、被害者の視点から描いている。
2022年11月9日、シーズン2&3が製作決定され、2024年9月、シーズン2にあたる『モンスターズ:メネンデス兄弟の物語』（全9話）の配信が開始された。シーズン1同様に実在する殺人犯、メネンデス兄弟の起こした事件がドラマ化されている。

## 登場人物

### メイン
ジェフリー・ダーマー
演 - エヴァン・ピーターズ、日本語吹替 - 矢野正明
ライオネル・ダーマー
演 - リチャード・ジェンキンス、日本語吹替 - 仲野裕
シェリ・ダーマー
演 - モリー・リングウォルド、日本語吹替 - 塙英子
キャサリン・ダーマー
演 - マイケル・ラーンド、日本語吹替 - 波乃りん
グレンダ・クリーブランド
演 - ニーシー・ナッシュ、日本語吹替 - 杉山滋美

## サウンドトラック
音楽はニック・ケイブとウォーレン・エリスが作曲・演奏を担当している。サウンドトラックアルバムはドラマシリーズ配信開始日にリリースされた。　　　

## エピソード
| 通算 話数 | タイトル             | 監督                 | 脚本                                                                          | 公開日        |
| --------- | -------------------- | -------------------- | ----------------------------------------------------------------------------- | ------------- |
| 1         | "第1話"              | カール・フランクリン | ライアン・マーフィー & イアン・ブレナン                                       | 2022年9月21日 |
| 2         | "行かないで"         | クレメント・ヴァーゴ | ライアン・マーフィー & イアン・ブレナン                                       | 2022年9月21日 |
| 3         | "“ダーマーする”"     | クレメント・ヴァーゴ | ライアン・マーフィー & イアン・ブレナン                                       | 2022年9月21日 |
| 4         | "いい子の箱"         | ジェニファー・リンチ | ライアン・マーフィー & イアン・ブレナン                                       | 2022年9月21日 |
| 5         | "血に染まった手"     | ジェニファー・リンチ | イアン・ブレナン                                                              | 2022年9月21日 |
| 6         | "声なき者"           | パリス・バークリー   | デビッド・マクミラン & ジャネット・モック                                     | 2022年9月21日 |
| 7         | "カサンドラ"         | ジェニファー・リンチ | イアン・ブレナン & ジャネット・モック & デビッド・マクミラン                  | 2022年9月21日 |
| 8         | "ライオネル"         | グレッグ・アラキ     | イアン・ブレナン & デビッド・マクミラン                                       | 2022年9月21日 |
| 9         | "消えない怪物"       | ジェニファー・リンチ | イアン・ブレナン & デビッド・マクミラン & ライリー・スミス                    | 2022年9月21日 |
| 10        | "許しの神、復讐の神" | パリス・バークリー   | イアン・ブレナン & デビッド・マクミラン & ライリー・スミス & トッド・クブラク | 2022年9月21日 |